# دومه ناریتا
دومه ناریتا (انگلیسی: Dome Narita؛ زادهٔ ۲۲ سپتامبر ۱۹۸۵) ورزشکار اسنوبردسواری اهل ژاپن است.